# Missionsarzt
Als Missionsarzt oder Missionsärztin bezeichnet man einen Arzt, der im Rahmen missionarischer Aktivitäten ärztlich tätig ist.
Missionsärzte arbeiten vor allem in den sogenannten Entwicklungsländern, häufig im Auftrag und  / oder in Anstellung von Missionsgesellschaften. Üblicherweise sind sie in den Krankenstationen oder Krankenhäusern von Missionsstationen tätig.
In Deutschland wurde 1922 das Missionsärztliche Institut in Würzburg gegründet, um in der Mission tätige Ärzte und Pflegekräfte auszubilden.
Bekannte Missionsärzte waren unter anderem
- Johanna Decker
- Eugen Liebendörfer
- Albert Schweitzer
- Johannes Winkler